# (2269) Ефремиана
(2269) Ефремиана — астероид главного пояса, который был открыт 2 мая 1976 года советским астрономом Н. С. Черных в Крымской астрофизической обсерватории и назван в честь советского писателя-фантаста Ивана Ефремова.